# 西班牙政府
西班牙政府（西班牙語：Gobierno de España）是西班牙王國的中央政府，官方亦以首相官邸所在地蒙克洛亞宮代稱之。

## 官員
政府官員享有自己的刑事訴訟程序，只能由最高法院刑事庭審理。

## 國家元首
國王為國家元首並且為西班牙三軍統帥。

## 政府主席（首相）
首相（正式銜稱為政府主席）則是政府首腦，並掌握行政權，經國會多數黨提名後由国王任命，當前為佩德羅·桑切斯。

### 引用
1. ↑  . .   [2023-07-16]. （原始内容存档于2023-07-16）.
2. ↑  Article 102.1 of the Spanish Constitution

## 外部連結
- 官方网站
- Law 50/1997, of the Government （页面存档备份，存于） Boe.es